# 塚越靖誠
塚越 靖誠（つかごし やすなり、1993年6月1日 -）は、日本のアクション俳優、スタントマン、スーツアクター。千葉県出身。ジャパンアクションエンタープライズ所属。

## 人物
ジャパンアクションエンタープライズ46期生。
体重60キログラム。
特技は器械体操、スキューバダイビング。

## 出演作品
※太字はメインキャラクター

### テレビドラマ
- 土曜ドラマ / スニッファー 嗅覚捜査官（2016年、NHK） - SIT
- 日曜ドラマ / 視覚探偵 日暮旅人（2017年、日本テレビ） - チンピラ
- 相棒（テレビ朝日）
  - （2019年） - 掛け子
  - （2020年） - 半グレ
- 土曜プレミアム（フジテレビ）
  - 死との約束（2021年） - スタント
  - 世にも奇妙な物語 秋の特別編「永遠のふたり」（2023年） - SAT
- 文豪少年!〜ジャニーズJr.で名作を読み解いた〜（2021年、WOWOW）
- 大河ドラマ（NHK）
  - 青天を衝け（2021年）
  - どうする家康（2023年）
- 土曜ドラマ / パンドラの果実〜科学犯罪捜査ファイル〜（2022年、日本テレビ×Hulu） - 研究員
- トクメイ!警視庁特別会計係（2023年、カンテレ・フジテレビ）
- ブルーモーメント（2024年、フジテレビ）
- アイシー〜瞬間記憶捜査・柊班〜（2025年、フジテレビ）

### テレビ番組
- 奇跡体験!アンビリバボー（2016年、フジテレビ） - SAT隊員
- 今夜解禁! 禁断の一騎打ち サンドのこんな勝負させて大丈夫!? GP（2024年、フジテレビ） - スタント
- 菊池風磨のスポーツキングダム（2024年、カンテレ・フジテレビ）

### 特撮テレビドラマ
- 仮面ライダーシリーズ（テレビ朝日）
  - 仮面ライダーゴースト（2015年 - 2016年）
  - 仮面ライダーエグゼイド（2016年 - 2017年）
  - 仮面ライダービルド（2017年 - 2018年）
  - 仮面ライダージオウ（2018年 - 2019年）
  - 仮面ライダーゼロワン（2019年 - 2020年）
  - 仮面ライダーセイバー（2020年 - 2021年）
  - 仮面ライダーリバイス（2021年 - 2022年）
  - 仮面ライダーギーツ（2022年 - 2023年）
  - 仮面ライダーガッチャード（2023年 - 2024年）
  - 仮面ライダーガヴ（2024年 - ）
- スーパー戦隊シリーズ（テレビ朝日）
  - 動物戦隊ジュウオウジャー（2016年 - 2017年）
  - 宇宙戦隊キュウレンジャー（2017年 - 2018年）
  - 快盗戦隊ルパンレンジャーVS警察戦隊パトレンジャー（2018年 - 2019年）
  - 騎士竜戦隊リュウソウジャー（2019年 - 2020年）
  - 魔進戦隊キラメイジャー（2020年 - 2021年）
  - 機界戦隊ゼンカイジャー（2021年 - 2022年）
  - 暴太郎戦隊ドンブラザーズ（2022年 - 2023年）
  - 王様戦隊キングオージャー（2023年 - 2024年）
  - 爆上戦隊ブンブンジャー（2024年 - 2025年）
  - ナンバーワン戦隊ゴジュウジャー（2025年 - ） - ゴジュウレオン[3]、クワガタオージャー[4]

### 映画
- RANMARU 神の舌を持つ男（2016年、松竹） - 黒装束
- 仮面ライダーシリーズ（東映）
  - 仮面ライダー平成ジェネレーションズ Dr.パックマン対エグゼイド&ゴーストwithレジェンドライダー（2016年）
  - 仮面ライダー×スーパー戦隊 超スーパーヒーロー大戦（2017年）
  - 仮面ライダー平成ジェネレーションズ FINAL ビルド&エグゼイドwithレジェンドライダー（2017年）
  - 劇場版 仮面ライダービルド Be The One（2018年）
  - 平成仮面ライダー20作記念 仮面ライダー平成ジェネレーションズ FOREVER（2018年）
  - 劇場版 仮面ライダージオウ Over Quartzer（2019年）
  - 劇場版 仮面ライダーゼロワン REAL×TIME（2020年）
  - 劇場短編 仮面ライダーセイバー 不死鳥の剣士と破滅の本（2020年）
  - セイバー+ゼンカイジャー スーパーヒーロー戦記（2021年） - 戦隊メギド[5]
  - 仮面ライダー ビヨンド・ジェネレーションズ（2021年）
  - 劇場版 仮面ライダーリバイス バトルファミリア（2022年）
  - 仮面ライダーギーツ×リバイス MOVIEバトルロワイヤル（2022年）
  - 映画 仮面ライダーギーツ 4人のエースと黒狐（2023年）
  - 仮面ライダー THE WINTER MOVIE ガッチャード&ギーツ 最強ケミー★ガッチャ大作戦（2023年）
  - 仮面ライダーガッチャード ザ・フューチャー・デイブレイク（2024年）
- スーパー戦隊シリーズ（東映）
  - 騎士竜戦隊リュウソウジャー THE MOVIE タイムスリップ!恐竜パニック!!（2019年）
  - 機界戦隊ゼンカイジャー THE MOVIE 赤い戦い! オール戦隊大集会!!（2021年）
  - 暴太郎戦隊ドンブラザーズ THE MOVIE 新・初恋ヒーロー（2022年）
  - 映画 王様戦隊キングオージャー アドベンチャー・ヘブン（2023年）
  - ナンバーワン戦隊ゴジュウジャー 復活のテガソード（2025年） - ゴジュウレオン
- HiGH&LOW THE WORST（2019年、松竹）
- 屍人荘の殺人（2019年、東宝）
- スーパー戦闘 純烈ジャー 追い焚き☆御免（2022年、東映）
- 翔んで埼玉 〜琵琶湖より愛をこめて〜（2023年、東映）

### オリジナルビデオ
- 仮面ライダーシリーズ
  - てれびくん超バトルDVD 仮面ライダービビビのビビルゲイツ（2019年、小学館）
  - 仮面ライダーセイバー 深罪の三重奏（2022年、東映ビデオ）
  - 仮面ライダーオーズ 10th 復活のコアメダル（2022年、東映ビデオ）
  - リバイスForward 仮面ライダーライブ&エビル&デモンズ（2023年、東映ビデオ）
  - 仮面ライダーギーツ ジャマト・アウェイキング（2024年、東映ビデオ）
- Vシネクスト（東映ビデオ）
  - 仮面ライダーシリーズ
    - ビルド NEW WORLD 仮面ライダーグリス（2019年）
    - ゼロワン Others（2021年）
      - 仮面ライダー滅亡迅雷
      - 仮面ライダーバルカン&バルキリー

  - 暴太郎戦隊ドンブラザーズVSゼンカイジャー（2023年）
  - 爆上戦隊ブンブンジャーVSキングオージャー（2025年）[6]

### ネットムービー
- 仮面ライダーシリーズ
  - 仮面戦隊ゴライダー（2017年、auビデオパス）
  - 仮面ライダーゲンムズ -ザ・プレジデンツ-（2021年、東映特撮ファンクラブ）
  - 仮面ライダーリバイス（2022年）
    - 仮面ライダーリバイス The Mystery（TELASA）
    - 「劇場版 仮面ライダーリバイス」スピンオフ配信ドラマ「Birth of Chimera」（東映特撮ファンクラブ）

  - ネット版 仮面ライダーオーズ バースX誕生・序章（2022年、東映特撮ファンクラブ）
  - 仮面ライダーセイバースピンオフ 仮面ライダーサーベラ&仮面ライダーデュランダル（2022年、東映特撮ファンクラブ）
  - ギーツエクストラ（2023年、東映特撮ファンクラブ）
    - 仮面ライダーパンクジャック - 仮面ライダーブッチー[7]
    - 仮面ライダータイクーンmeets仮面ライダーシノビ - 仮面ライダー剣斬[8]

  - 仮面ライダーガッチャードVS仮面ライダーレジェンド（2023年、YouTube）
  - 冥黒の黙示録 ラケシス（2025年）
- スーパー戦隊シリーズ
  - 機界戦隊ゼンカイジャー スピンオフ ゼンカイレッド大紹介!（2021年、TELASA）
  - 暴太郎戦隊ドンブラザーズVS暴太郎戦隊ドンブリーズ（2024年、東映特撮ファンクラブ）
- 純烈のラブ湯〜 全国名湯巡り「川崎より愛を込めて」（2021年、東映特撮ファンクラブ）

### イベント
- ニコニコ超会議 超歌舞伎 積思花顔競（2018年、幕張メッセ イベントホール） - アンサンブル
- スーパー戦隊シリーズ（シアターGロッソ）
  - 機界戦隊ゼンカイジャー（2021年 - 2022年）
  - 暴太郎戦隊ドンブラザーズ（2022年 - 2023年）ドンモモタロウ
  - 王様戦隊キングオージャー（2023年 - 2024年）クワガタオージャー•スパイダークモノス
  - 爆上戦隊ブンブンジャー（2024年 - 2025年）ブンレッド•ブンブルー

### コンサート
- Sound Horizon 7.5th or 8.5th Story Concert「絵馬に願ひを! 〜大神再臨祭〜」（2023年）

### MV
- 石崎ひゅーい 「ワスレガタキ」（2023年） - 悪党
- 有馬元気 「挫折」（2023年）

### 舞台
- JAE養成部第46期生研修生 卒業公演（2016年、板橋文化会館） - 男
- 博多座十一月花形歌舞伎 石川五右衛門（2016年、博多座） - アンサンブル
- 十月花形歌舞伎 GOEMON 石川五右衛門（2017年、新橋演舞場） - アンサンブル
- アラタ 〜ALATA〜（2017年、オルタナティブシアター） - アンサンブル
- 滝沢歌舞伎 2017（2017年、新橋演舞場） - アンサンブル
- デルフィニア戦記（2017年、天王洲 銀河劇場） - アンサンブル
- Endless SHOCK（2018年、帝国劇場） - アンサンブル
- 超演劇ステージ! Dororonえん魔くん メ〜ラめら（2021年・2022年、東京ドームシティホール・COOL JAPAN PARK OSAKA WWホール）